# HB Saint-Trond
Maillots
Le Handbal Sint-Truiden, abrégé en HB Sint-Truiden, anciennement HC Juventus Melveren puis STHV Juventus Melveren, est un club de handball situé à Saint-Trond dans le Limbourg belge. 
Porteur du matricule 303, la section féminine a principalement fait la notoriété du club, remportant trois titres de Champion de Belgique ainsi que trois Coupe de Belgique. Les hommes quant à eux évoluent en Division 2, soit à un certain niveau. Quant aux femmes, elles évoluent en Division 1
Le HB Sint-Truiden est affilié à la VHV.

## Histoire
Le HB Saint-Trond, le matricule 303, fut fondé en 1977 sous le nom de Handbal Club Juventus Melveren.

### Les hommes
L'équipe homme a vu le jour en septembre, 1979, et monta pour la première fois en deuxième division national en 2002 et ne l'a plus jamais quittée. Elle a même été champion en D2 en 2013 mais n'a pas voulu monter pour des raisons financières.

### Les dames
L'équipe dame débuta comme toutes les nouvelles équipes, en promotion Limbourg mais il n'aura fallu attendre que deux ans pour les voir décrocher leur premier titre, et ainsi accéder à la deuxième division. L'équipe fut alors un va vient et s'est finalement maintenue jusqu'en 1984, où elle fut championne et accéda alors à la première division national, division où elle est demeurée. Puis durant les saisons 2005-2006, 2016-17 et 2017-18 les dames furent championne de Belgique et durant les saisons 2008/2009, 2017-18 et 2018-19, c'est la Coupe de Belgique que les dames remportent.
Aujourd'hui la section dames du HB Sint-Truiden est considérée comme une des plus fortes sélections belges, avec le Fémina Visé, le DHW Antwerpen et le HC Rhino.

## Nom et maillot
Le club fut fondé sous les noms de Handbal Club Juventus Melveren, les équipes jouaient alors en Orange et Noir, puis en 1981, le nom du club devient le STHV (Sint-Truidense Handbalvereniging), dans le but d’imiter le célèbre club de football de la ville, le STVV (Sint-Truidense Voetbalvereniging), et donc de se faire un peu de publicité avec ce nom, et même avec ses couleurs puisque le STHV Juventus Melveren, changea de couleur et prit le Jaune et le Bleu comme couleur principal.
En 2009 le club rechange pour HB Saint-Trond.

## Palmarès

### Palmarès féminin
Le tableau suivant récapitule les performances de la section féminine du Handbal Sint-Truiden dans les diverses compétitions belges et européennes.
| Compétitions internationales                                                                                      | Compétitions nationales |
| - EHF Cup - Deuxième tour 1999 - EHF Challenge Cup - Premier tour 2004 - EHF Cup Winner's cup - Premier tour 2011 | - Championnat de Belgique (6) - Champion : 2006, 2017, 2018, 2023, 2024, 2025 - Vice-champion : 2007, 2008, 2011, 2019 et 2022 - Coupe de Belgique (6) - Vainqueur : 2010, 2018, 2019, 2023, 2024, 2025 - Finaliste : 2012, 2013, 2014 et 2017 - Championnat de Belgique D2 (1) - Vainqueur : 1984 - Promotion Limbourg (1) - Vainqueur : 1980 |

### Palmarès masculin
Le tableau suivant récapitule les performances de la section masculine du Handbal Sint-Truiden dans les diverses compétitions belges et européennes.
| Compétitions internationales | Compétitions nationales                               |
|                              | - Championnat de Belgique de D2 (1) - Champion : 2013 |

## Parcours

### Parcours des femmes
| Saison    | Division 1                          | Coupe de Belgique                   | Europe         |
| --------- | ----------------------------------- | ----------------------------------- | -------------- |
| 2005-2006 | 1                                   | 1/4                                 | -              |
| 2006-2007 | 2                                   | 1/4                                 | EHF : 1er tour |
| 2007-2008 | 2                                   | 1/2                                 | -              |
| 2008-2009 | 6                                   | 1/2                                 | -              |
| 2009-2010 | 3                                   | V                                   | -              |
| 2010-2011 | 2                                   | 1/2                                 | CWC : 1er tour |
| 2011-2012 | 3                                   | Finale                              | -              |
| 2012-2013 | 3                                   | Finale                              | -              |
| 2013-2014 | 4                                   | Finale                              | -              |
| 2014-2015 | 3                                   | 1/8                                 | -              |
| 2015-2016 | 7                                   | 1/2                                 | -              |
| 2016-2017 | 1                                   | Finale                              | -              |
| 2017-2018 | 1                                   | V                                   | EHF : 1er tour |
| 2018-2019 | 2                                   | V                                   | -              |
| 2019-2020 | pas de champion (pandémie COVID-19) | pas de champion (pandémie COVID-19) | -              |
| 2020-2021 | pas de champion (pandémie COVID-19) | pas de champion (pandémie COVID-19) | -              |
| 2021-2022 | 2                                   | 1/2 finaliste                       | -              |
| 2022-2023 | 1                                   | V                                   | -              |
| 2023-2024 | 1                                   | V                                   | -              |
| 2024-2025 | 1                                   | V                                   | -              |
| 2025-2026 | ?                                   | ?                                   | -              |

### Parcours des hommes
| Saison    | Division 2 | Coupe de Belgique |
| --------- | ---------- | ----------------- |
| 2006-2007 | 10         | 1/8               |
| 2007-2008 | 4          | 1/64              |
| 2008-2009 | 5          | 1/16              |
| 2009-2010 | 6          | 1/32              |
| 2010-2011 | 4          | 1/16              |
| 2011-2012 | 7          | 1/64              |
| 2012-2013 | 1          | 1/8               |
| 2013-2014 | 6          | 1/16              |
| 2014-2015 | 5          | 1/16              |
| 2015-2016 | 4          | 1/8               |
| 2016-2017 | 5          | 1/32              |
| 2017-2018 | 4          | 1/32              |

## Logo

Logo du STHV Juventus Melveren
Ancien logo
logo actuel